# Lagos Government Railway
Die Lagos Government Railway (LGR) – auch nur Lagos Railway – war eine frühere Eisenbahngesellschaft in der britischen Kronkolonie Lagos, dem späteren Protektorat Südnigeria bzw. dem heutigen Nigeria.

## Geschichte
Die LGR begann 1896 mit dem Bau einer Eisenbahnstrecke in der Kapspur von Lagos (Stadt) nach Ibadan, die am 4. März 1901 eröffnet wurde. Später wurde die Strecke über Oshogbo, Ilorin, Kaduna, Zaria und Kano bis nach Nguru verlängert und war somit insgesamt rund 1360 km lang. Ab 1902 betrieb die LGR auch die Dampfstraßenbahn Lagos.
1912 war die Gesellschaft im Besitz von 55 Lokomotiven, 100 Personen- und 786 Güterwagen.
Am 3. Oktober 1912 wurde die LGR mit der seit 1907 von der Regierung vom damaligen Protektorat Nordnigeria betriebenen Baro-Kano Railway (BKR) zu den Nigerian Railways zusammengelegt.

## Galerie

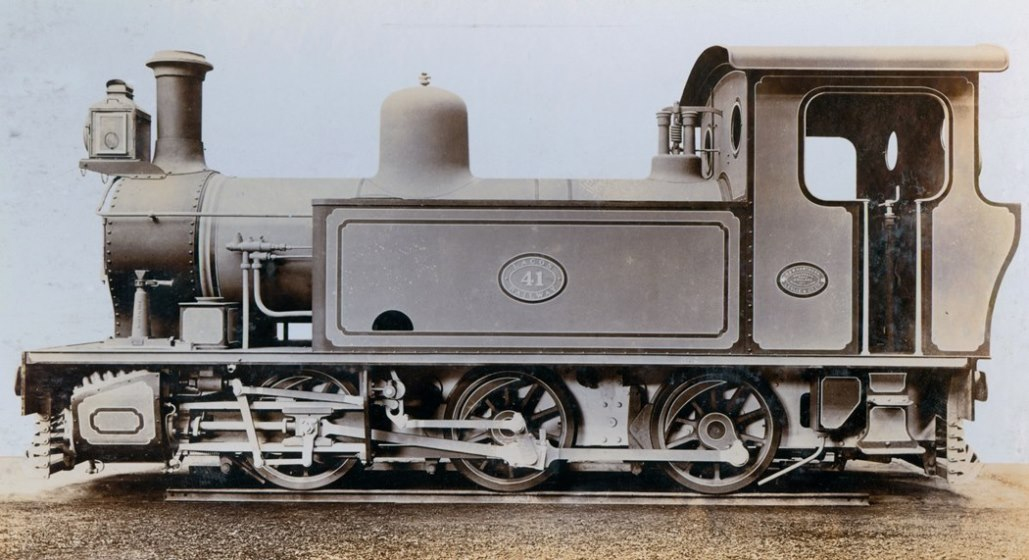
Lokomotive Nr. 41, gebaut 1910 von Hawthorn Leslie
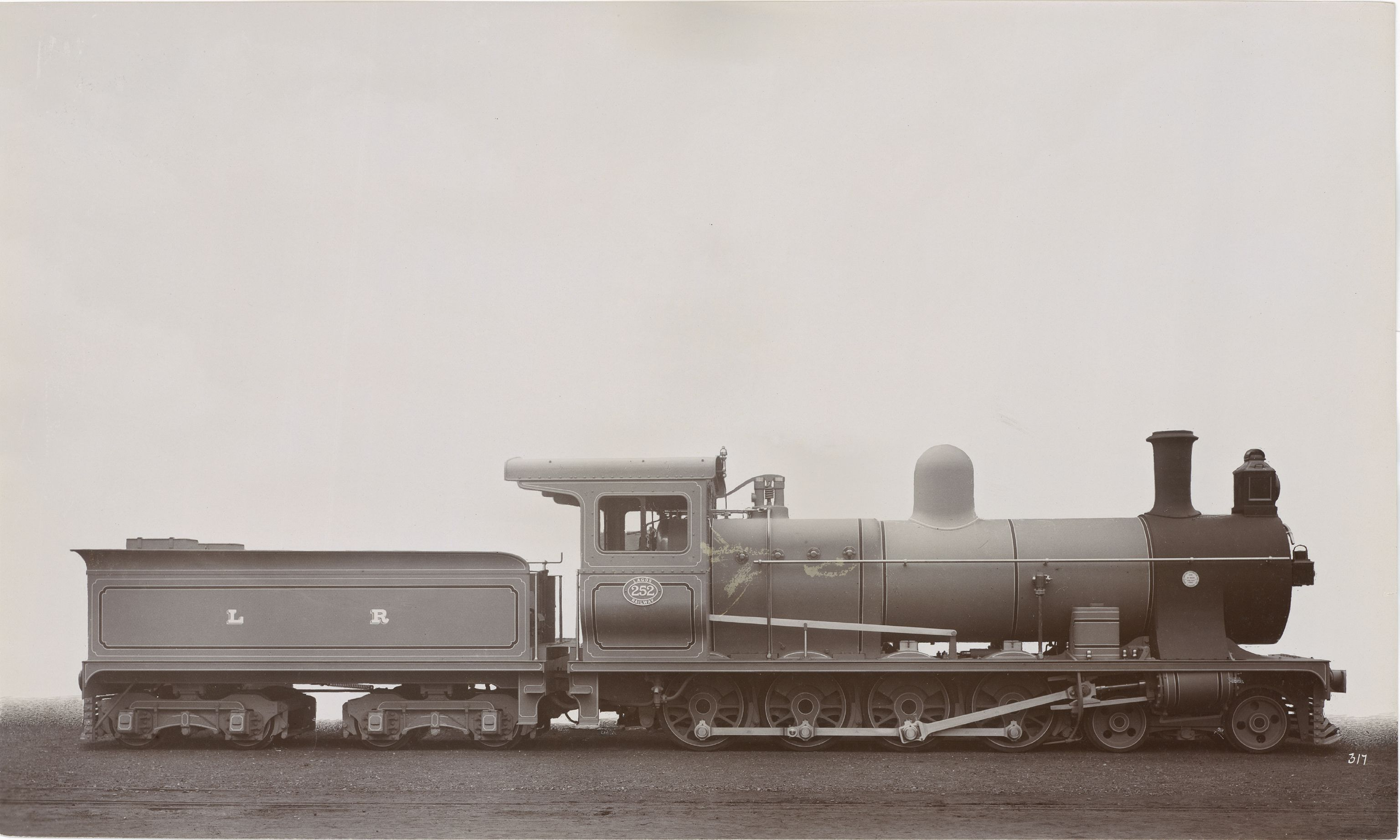
Lokomotive Nr. 252, gebaut 1908 von NBL
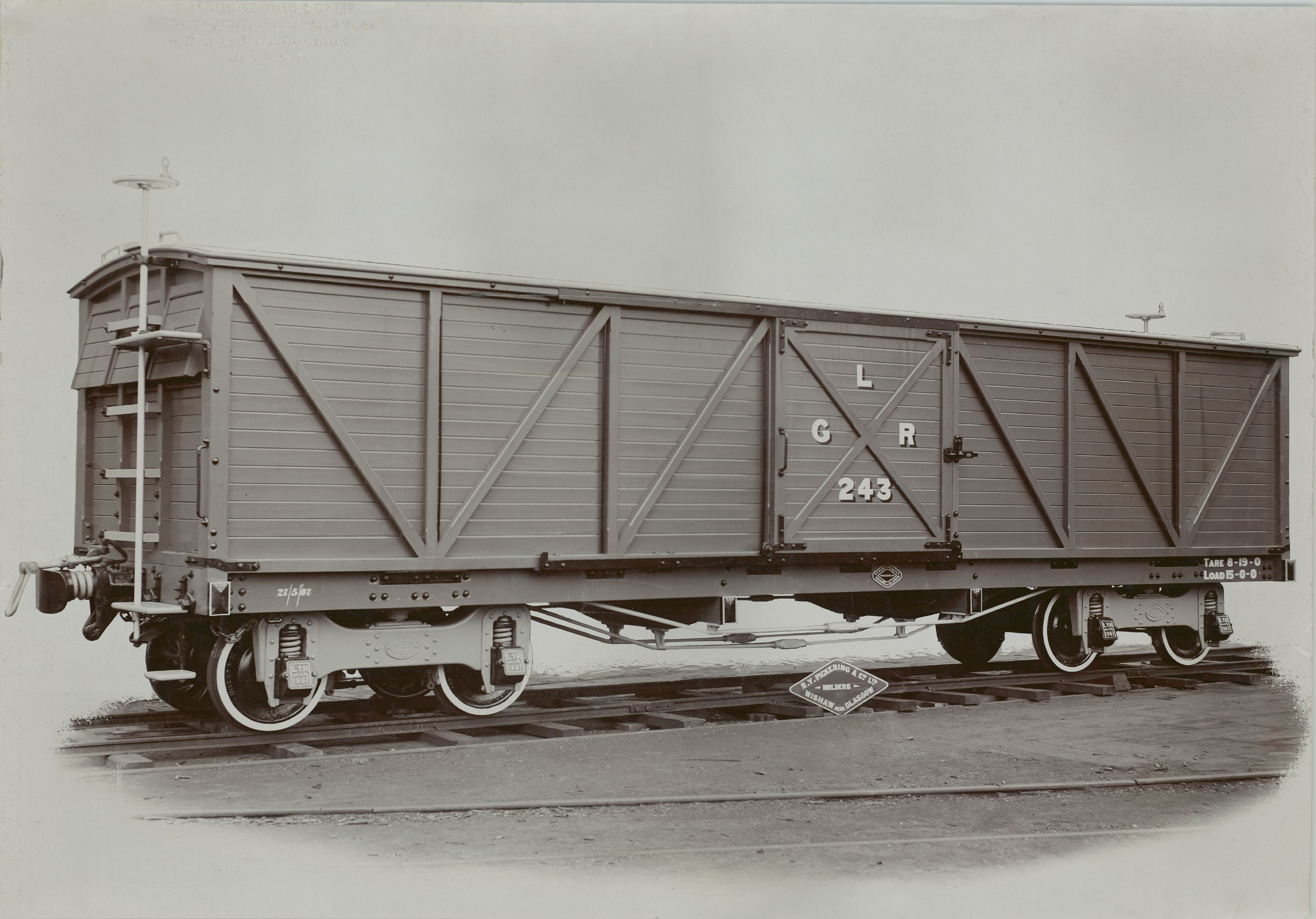
Gedeckter Güterwagen Nr. 243, gebaut 1907 von R.Y. Pickering
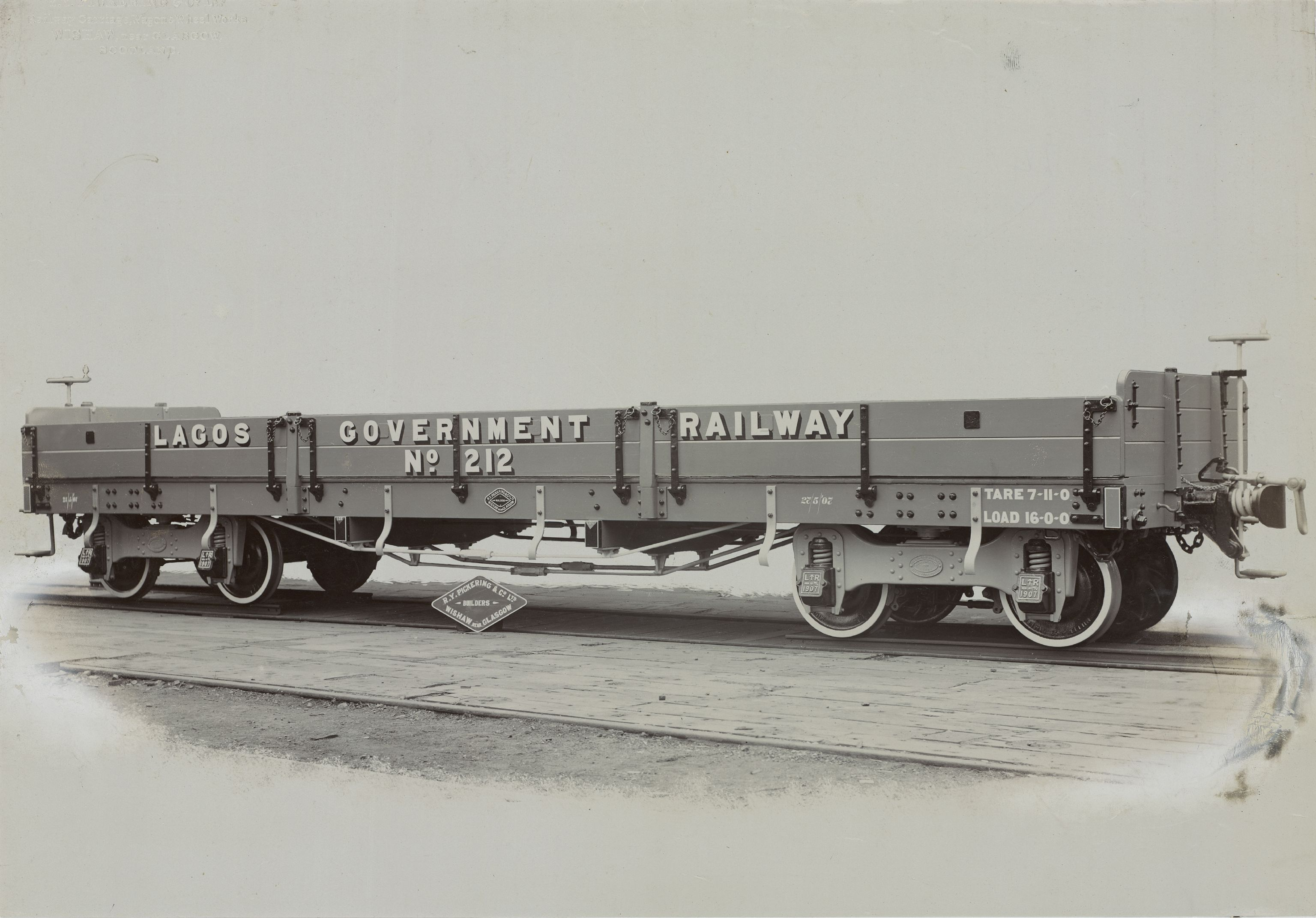
Offener Güterwagen Nr. 212, gebaut 1907 von R.Y. Pickering